# Муджук
Муджук (азерб. Mucuq, лезг. Мучугъ) — село Гусарского района Азербайджанской республики.
Население около 1243 человек.
В поселке расположен исторический памятник «Куантан Пель», датируемый XVI веком.

## История
На территории села Муджук произошло немало кровопролитных сражений. Село не раз подвергалось атакам войсками Арабского халифата. Население долго сопротивлялось. 90 % населения были убиты в бою. Сражались как мужчины так и женщины.